# Prästänkan
Prästänkan (en suec "La vídua del pastor") és una pel·lícula sueca de comèdia dramàtica del 1920 dirigida per Carl Theodor Dreyer. El seu guió està basat en la història Prestekonen de Kristofer Janson.

## Sinopsi
A Noruega, el jove Söfren, candidat al pastorat en un poble, per obtenir aquest càrrec hauria de casars-se amb la vídua de l'anterior pastor, Dame Marguerite. Té més de setanta anys i ha tingut tres marits. Söfren es casa amb ella de totes maneres. Tanmateix, contracta a la Mari, de qui està enamorat, com a criada al presbiteri i la fa passar per germana seva. El seu objectiu és acabar amb la vella: intenta, disfressant-se de diable, matar-la de por, però fracassa estrepitosament. En altres circumstàncies, treu una escala d'una golfa, de manera que ella es trenqui el coll: tanmateix, és la Mari qui és la víctima. Dame Marguerite es compromet a tractar-la i acaba salvant-li la vida. A partir d'aleshores, Söfren li confia la veritat. Aleshores la vella decideix deixar-se morir. Mari i Söfren s'uniran, però, aclaparats i agraïts, retraran homenatge a Dame Marguerite.

## Repartiment
- Einar Röd - Söfren
- Hildur Carlberg - Margarete Pedersdotter
- Greta Almroth - Mari
- Olav Aukrust - Primer candidat
- Emil Helsengreen - Steinar el jardiner
- Mathilde Nielsen - Gunvor
- Lorentz Thyholt - el bidell
- Kurt Welin - Segon Candidat

## Producció
Tant els plans exteriors com els interiors es van filmar a l'Església de fusta de Garmo i al museu Maihaugen.

## Sobre la restauració
L'Institut de Cinema Suec va escanejar un negatiu duplicat d'acetat derivat d'un màster d'acetat fet a partir del negatiu de la càmera ara perdut el 2018. Els intertítols complets es van tornar a crear a partir d'una llista de text original, amb un disseny basat en un grapat de títols flash supervivents al màster. L'esquema de colors tant amb matisos com amb tonalitats també es va tornar a crear a partir de notes del màster.